# Stanfieldiella imperforata
Stanfieldiella imperforata är en himmelsblomsväxtart som först beskrevs av Charles Baron Clarke, och fick sitt nu gällande namn av John Patrick Micklethwait Brenan. Stanfieldiella imperforata ingår i släktet Stanfieldiella och familjen himmelsblomsväxter. Inga underarter finns listade.